# Nikolaï Manochine
Nikolaï Alekseïevitch Manochine (russe : Николай Алексеевич Маношин) (né le 6 mars 1938 à Moscou et mort le 10 février 2022) est un joueur de football international soviétique (russe), qui évoluait au poste de milieu de terrain, avant de devenir ensuite entraîneur.

## Biographie

### Carrière de joueur

#### Carrière en club
Avec le Torpedo Moscou, il remporte un championnat d'URSS et une Coupe d'URSS.
Il dispute un total de 175 matchs en première division soviétique, pour 4 buts inscrits.

#### Carrière en sélection
Avec l'équipe d'URSS, il joue 8 matchs (pour aucun but inscrit) entre 1960 et 1961. 
Il joue son premier match en équipe nationale le 17 août 1960 contre l'Allemagne de l'Est et son dernier le 29 novembre 1961 contre l'Uruguay.
Il figure dans le groupe des sélectionnés lors de la Coupe du monde de 1962. Lors du mondial organisé au Chili, il ne joue aucun match. Il dispute toutefois deux matchs comptant pour les tours préliminaires de cette compétition.

## Statistiques
| Saison                | Club                  | Championnat           | Championnat | Championnat | Coupe(s) nationale(s) | Coupe(s) nationale(s) | Total | Total |
| Saison                | Club                  | Division              | M.          | B.          | M.                    | B.                    | M.    | B.    |
| 1956                  | Torpedo Moscou        | D1                    | 1           | 0           | -                     | -                     | 1     | 0     |
| 1957                  | Torpedo Moscou        | D1                    | 1           | 0           | -                     | -                     | 1     | 0     |
| 1958                  | Torpedo Moscou        | D1                    | 1           | 0           | -                     | -                     | 1     | 0     |
| 1959                  | Torpedo Moscou        | D1                    | 10          | 0           | 1                     | 0                     | 11    | 0     |
| 1960                  | Torpedo Moscou        | D1                    | 29          | 2           | 3                     | 0                     | 32    | 2     |
| 1961                  | Torpedo Moscou        | D1                    | 26          | 2           | 6                     | 0                     | 32    | 2     |
| 1962                  | Torpedo Moscou        | D1                    | 24          | 0           | 2                     | 0                     | 26    | 0     |
| Sous-total            | Sous-total            | Sous-total            | 92          | 4           | 12                    | 0                     | 104   | 4     |
| 1963                  | CSKA Moscou           | D1                    | 26          | 0           | 1                     | 0                     | 27    | 0     |
| 1964                  | CSKA Moscou           | D1                    | 23          | 0           | 3                     | 0                     | 26    | 0     |
| 1965                  | CSKA Moscou           | D1                    | 26          | 0           | 2                     | 0                     | 28    | 0     |
| 1966                  | CSKA Moscou           | D1                    | 8           | 0           | -                     | -                     | 8     | 0     |
| Sous-total            | Sous-total            | Sous-total            | 83          | 0           | 6                     | 0                     | 89    | 0     |
| Total sur la carrière | Total sur la carrière | Total sur la carrière | 175         | 4           | 18                    | 0                     | 193   | 4     |

## Palmarès
Torpedo Moscou
- Championnat d'Union soviétique (1) :
  - Champion : 1960.

- Coupe d'Union soviétique (1) :
  - Vainqueur : 1960.
  - Finaliste : 1958 et 1961.